# Alexander Nilson
Lars Kristian Alexander Nilson, född 29 april 1971 i Stockholm, är en svensk kock och programledare som medverkat i Middagen, Kvällsmat och Kniven mot strupen i TV3. För övrigt håller han i kurser och deltar i event. Han är delvis uppvuxen i USA.

## Biografi
Fadern var verksam inom hotellnäringen, bland annat som hotelldirektör på Grand Hotel och Strand Hotel i Stockholm och Nilson gick restaurangprogrammet på gymnasiet. Han har arbetat som kock på restauranger som Gondolen, Den gyldene freden, Nils Emil och Gourmet. Han arbetade även på den skandinaviska restaurangen Aquavit i New York under en halvårsvistelse i USA och drygade ut lönen som gatugitarrist. Nilson har under sin karriär lagat mat till exempelvis Lou Reed och till musikbandet Red Hot Chili Peppers.
Kvällsmat som sändes våren 2009, bestod av halvtimmesprogram där Nilson, under ledning av Sanna Ekman, gav tips och knep på hur det kunde bli roligare att laga snabb och god middag tillsammans. Under programseriens gång besöktes ett antal olika familjer som hade problem med matlagningen.
Hans senaste program är Kniven mot strupen som började sändas hösten 2009. Där reser Nilson runt till olika restauranger i Sverige, som förlorat gäster eller riskerar hamna i konkurs, för att försöka rätta till problemen.
Vintern 2009 medverkade han även i Anna Ankas jul, där han lagade en julmiddag med Anna Anka. Det blev särskilt uppmärksammat eftersom Nilson köpte en levande anka som han tillagade. Han har även medverkat i radioprogrammet Lugn i köket i Lugna favoriter.

### Fotnoter
1. 1 2 3  Arge kockens favoritkvarter, SvD.
2. ↑  Expressen: Alexander Nilson: "Anna Anka är gullig" Arkiverad 31 mars 2010 hämtat från the Wayback Machine. Publicerad: 2009-12-21. Läst: 2010-10-06.